# Dexosarcophaga aurifacies
Dexosarcophaga aurifacies är en tvåvingeart som beskrevs av Guilherme A.M.Lopes 1975. Dexosarcophaga aurifacies ingår i släktet Dexosarcophaga och familjen köttflugor. Inga underarter finns listade i Catalogue of Life.